# Théobald Foy
Pour les autres membres de la famille, voir Famille Foy.
Théobald Foy, baron Foy, est un homme politique français, né le 8 mars 1866 à Chenu (Sarthe) dans le château de Chérigny où il est mort le 2 juillet 1942.

## Biographie
Fils du général de brigade « Max » Foy et petit-fils du général d’Empire Maximilien Sébastien Foy et de Théobald Piscatory, il suivit ses études à Tours. Il devint en 1892 membre du conseil général d'Indre-et-Loire, maire de Couesmes de 1898 à 1942 et député d'Indre-et-Loire de 1906 à 1910.